# 19962 Martynenko
A 19962 Martynenko (ideiglenes jelöléssel 1986 RV5) a Naprendszer kisbolygóövében található aszteroida. Ljudmila Ivanovna Csernih fedezte fel 1986. szeptember 7-én.